# Harri Rovanperä
Harri "Rovis" Rovanperä (Jyväskylä, 8 de abril de 1966) é um ex-piloto finlandês de ralis, competiu no Campeonato Mundial de Rali (WRC). Como muitos outros pilotos finlandeses, era um especialista em pisos de terra.

## Carreira
Em 1995, ganhou o Campeonato nacional de Grupo A, ao volante de um Opel Astra. Depois de alguns bons resultados obtidos, foi contratado pela SEAT, o qual ajudou a ganhar o título da Fórmula 2. Na temporada de 2001 e já no WRC, a marca francesa da Peugeot acabou por contratá-lo. Conduzindo um 206 WRC, conseguiu a sua primeira e única vitória num rallie do WRC no Rali da Suécia. 
No mesmo ano, acabou na 5ª posição final do campeonato com apenas 8 pontos de atraso do vencedor, Richard Burns, apesar de ter abandonado em dois rallies. Competiu igualmente na Corrida dos Campeões, e por ter ganho no evento individual e em casa o Henri Toivonen Memorial Trophy, mereceu ser intitulado de "Campeão dos Campeões".
Rovanperä tem um total de 15 podiums na sua carreira de WRC. Competiu em equipas como a Škoda, e na equipa nipónica da Mitsubishi, tendo deixado o WRC na temporada de 2006.
Em 2007 Rovanperä, participa no campeonato finlandês SRC de Rallycross, ao volante de um Ford Focus, pela Team Aviator Racing.

## Vitórias no WRC
| # | Evento                           | Temporada | Co-piloto         | Carro           |
| - | -------------------------------- | --------- | ----------------- | --------------- |
| 1 | 50th International Swedish Rally | 2001      | Risto Pietiläinen | Peugeot 206 WRC |

- Commons